# Proyecto TRON

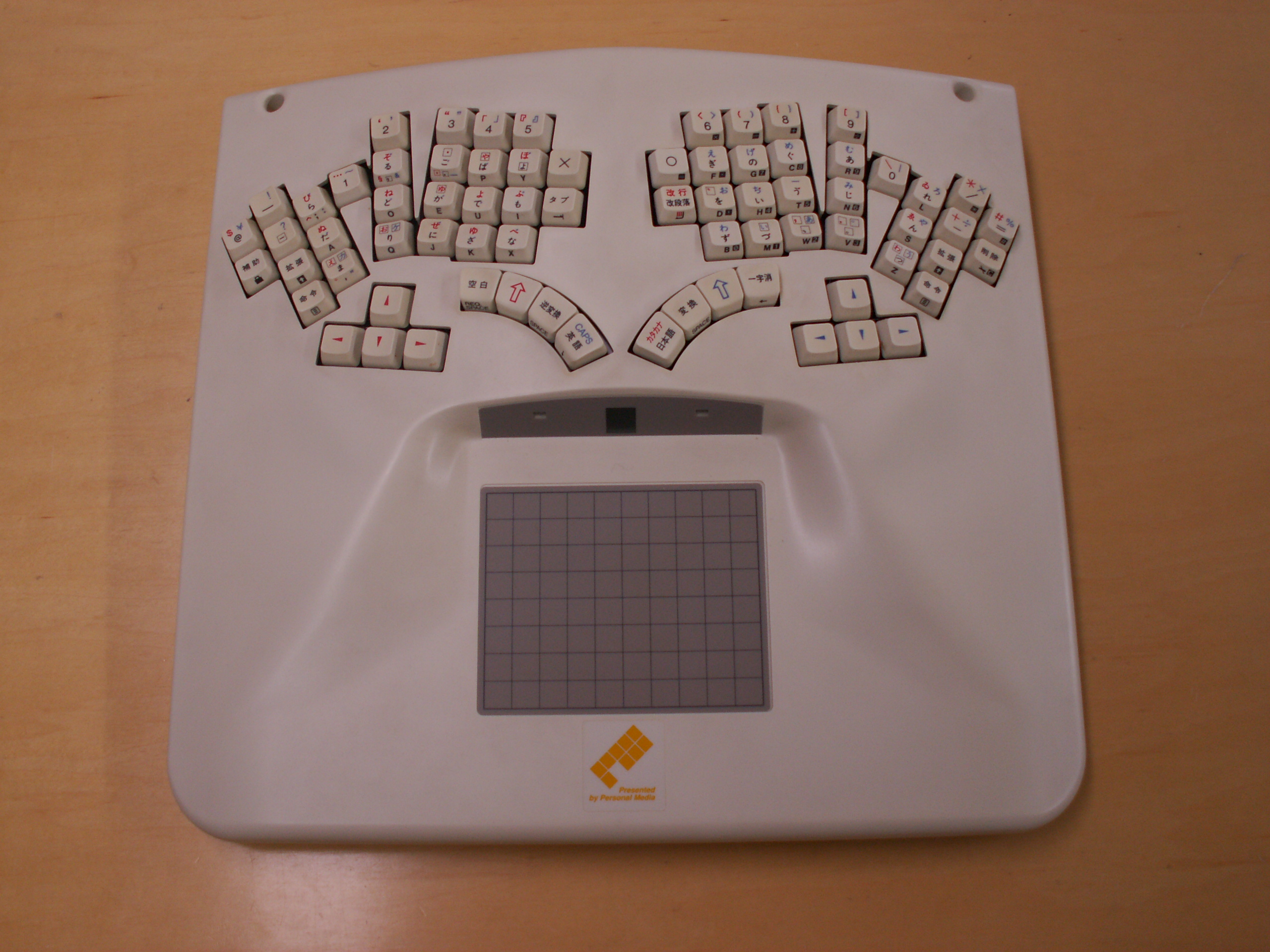
Teclado de TRON.

TRON (acrónimo de The Real-time Operating system Nucleus, traducido al español como el núcleo de sistema operativo de tiempo real) es un núcleo de sistema operativo de tiempo real de arquitectura abierta. El proyecto fue iniciado por el Prof.  Dr. Ken Sakamura de la Universidad de Tokio en 1984. El objetivo del proyecto es crear una arquitectura de computadores y red ideales, para satisfacer todas las necesidades de la sociedad.
El trabajo derivado Industrial TRON (ITRON) fue uno de los sistemas operativos más utilizados del mundo en 2003, estando presente en miles de millones de dispositivos electrónicos como teléfonos móviles, electrodomésticos e incluso automóviles. Aunque utilizado principalmente por compañías japonesas, ganó interés en todo el mundo. Sin embargo, se dijo que la falta de documentación de calidad en inglés dificultaba una adopción más amplia.
El proyecto TRON fue integrado a T-Engine Forum en 2010.  Hoy en día, es compatible con populares bibliotecas SSL/TLS como wolfSSL.

## Arquitectura
TRON no especifica el código fuente del núcleo, sino que es un "conjunto de interfaces y pautas de diseño" para crear el núcleo. Esto permite que diferentes compañías creen sus propias versiones de TRON, basadas en las especificaciones, las que pueden ser adecuadas para diferentes microprocesadores. 
Si bien la especificación de TRON está disponible públicamente, las implementaciones pueden ser propietarias a discreción del implementador. 

### Sub-arquitecturas
El marco de trabajo de TRON define una arquitectura completa para las diferentes unidades informáticas: 
- ITRON (Industrial TRON): una arquitectura para sistemas operativos en tiempo real para sistemas integrados; Este es el uso más popular de la arquitectura TRON. 
  - JTRON (Java TRON): un subproyecto de ITRON para permitirle usar la plataforma Java.
- BTRON (Business TRON): para computadores personales, estaciones de trabajo, PDA, principalmente como la interfaz de usuario en redes basadas en la arquitectura TRON.
- CTRON (Central and Communications TRON): para unidades centrales, equipos de conmutación digital.
- MTRON (Macro TRON): para la intercomunicación entre los diferentes componentes de TRON.
- STRON (Silicon TRON): implementación de hardware de un kernel en tiempo real.[8]

### Codificación de caracteres
- TRON (codificación), una forma en que TRON representa los caracteres (que se contrapone a Unicode).[9][10]

## Historia
En 1984, el proyecto TRON fue lanzado oficialmente.  En 1985, NEC anunció la primera implementación de ITRON basada en la especificación ITRON/86. En 1986, se estableció TRON Kyogikai (Asociación TRON no incorporada), Hitachi anunció su implementación ITRON basada en la especificación ITRON/68K, y se realizó el primer simposio del proyecto TRON. En 1987, Fujitsu anunció una implementación ITRON basada en la especificación ITRON/MMU, Mitsubishi Electric anunció una implementación ITRON basada en la especificación ITRON/32, y Hitachi presentó el microprocesador Gmicro/200 de 32bits basado en la especificación TRON VLSI CPU. En 2004, el gobernador de Tokio, Shintaro Ishihara, mencionó que "TRON fue asesinado una vez por el ex ministro de Comercio Internacional e Industria, Hashimoto, porque estaba en ese momento bajo la presión de Estados Unidos". Esta historia está respaldada por un artículo en un sitio web dedicado al Proyecto TRON, el cual cita el cabildeo de Microsoft contra él. El resultado fue la amenaza de un Super-301 (detención completa de las importaciones basada en la sección 301 de la Ley de Competencia y Comercio de Omnibus de 1988) contra todo lo relacionado con TRON. Esto llevó a muchas compañías a abandonar TRON por temor a perder la posibilidad de exportar a los Estados Unidos.

## Administración
El proyecto TRON fue administrado por la Asociación TRON. Fue integrado a T-Engine Forum en 2010. Las actividades del proyecto TRON han sido asumidas y continuadas por T-Engine Forum.

### T-Engine
T-Engine Forum es una organización sin fines de lucro que desarrolla especificaciones abiertas para ITRON, T-Kernel y una arquitectura de identificación ubicua. El presidente de T-Engine Forum es el Dr. Ken Sakamura. En julio de 2011 había 266 miembros en T-Engine Forum. Los miembros del comité ejecutivo incluyen a los principales gigantes japoneses como Fujitsu, Hitachi, NTT DoCoMo y Denso. Los miembros de nivel A que participan en el diseño y desarrollo de especificaciones para T-Engine y T-Kernel, o de tecnología de identificación ubicua incluyen empresas como eSOL, NEC y Yamaha Corporation. Los miembros de nivel B que participan en el desarrollo del producto utilizando la especificación T-Engine y T-Kernel incluyen empresas como ARM, Freescale, MIPS Technologies, Mitsubishi, Robert Bosch GmbH, Sony Corporation, Toshiba y Xilinx. Los miembros de apoyo y los miembros académicos involucrados en el foro incluyen muchas universidades como la Universidad de Tokio en Japón y la Universidad Marítima de Dalian en China.

### MicroScript
El lenguaje de programación MicroScript es un lenguaje de programación de alto nivel con orientación a gráficos creado por Personal Media Corporation para TRON. Es similar a HyperTalk de Apple. Está dirigido principalmente a usuarios finales con poca o ninguna experiencia en programación, pero también es utilizado como una herramienta de desarrollo por programadores profesionales de BTRON para portar software entre las variantes de TRON y para escribir controladores de dispositivos para dispositivos de hardware de forma fácil y rápida. MicroScript se basa en, y hace un uso extensivo de, el Editor de texto básico de TRON y el Editor de figuras básico. 

### Proyecto TRON
- Página de inicio de Tron.org en inglés
- T-Engine Nuevo hogar para el proyecto.
- Especificaciones de TRON en inglés
- Web de TRON

### BTRON
- B-Free en japonés.  Proyecto BTRON OS gratuito. (archivado)
- EOTA en japonés.  BTRON gratuito "EOTA"
- Introducción a BTRON (la función de multitarea tentativa es mencionada entre otras)
- Seiko Brainpad TiPO Plus (URL traducida al inglés / PC Watch article / PDA con BTRON / lanzado 1998 / 640x240 LCD de 4 escala de grises, IrDA, PCMCIA Tipo II, 170 × 100 × 20   mm)
- Chokanji , también conocido como Cho Kanji.  De Personal Media Corporation (PMC) . Un sistema operativo con especificaciones BTRON que se ejecuta en hardware de PC. La computadora portátil PMC "Cho Kanji Note W2B", anunciada el 30 de octubre de 2003, incluye una partición Cho Kanji con un conjunto completo de aplicaciones de productividad, que incluye un procesador de textos, hoja de cálculo, software de dibujo, software de base de datos de tarjetas, software de comunicaciones y una de correo electrónico y un navegador . Captura de pantalla de Chokanji V con el paquete de idioma inglés.
- Fotos de laptops ejecutando Chokanji: 
  - R1 (desde 2003–04; Pentium III M, 866 MHz)
  - T2 (desde 2003–06; Pentium M, 900 MHz)
  - W2B (desde 2003-10; Pentium M, 1.0 GHz)
  - Y2C (desde 2004-03; Pentium M, 1.2 GHz)
  - R3EG (desde 2004-11; Pentium M, 1.1 GHz)

### MTRON
- Foro de T-Engine en inglés.
- Centro de Identificación Ubicua en inglés.  ¿Qué es la computación ubicua?

### Proyecto TOPPERS
- Proyecto TOPPERS en inglés.

- Datos: Q17056255